# Rode (efternamn)
Rode är ett efternamn, som burits av bland andra:
- Bernhard Rode (1725–1797), tysk målare
- Ebbe Rode (1910–1998), dansk skådespelare
- Edith Rode (1879–1956), dansk författare och journalist
- Gotfred Rode, flera personer 
  - Gotfred Rode (konstnär) (1862–1937), dansk målare
  - Gotfred Rode (litteraturhistoriker) (1830–1878), dansk litteraturhistoriker
- Halfdan Rode (1870–1945), norsk operasångare
- Hans Rode (född 1943) svensk ämbetsman och kommunalpolitiker, socialdemokrat
- Helge Rode (1870–1937), dansk skald
- Hermann Rode (slutet av 1400-talet), tysk målare
- Lone Rode (1934–2019), dansk skådespelare
- Mette Rode Sundstrøm (född 1967), dansk konsthandlare
- Ove Rode (1867–1933), dansk politiker och författare
- Pierre Rode (1774–1830), fransk violinvirtuos
- Sebastian Rode (född 1990), tysk fotbollsspelare